# Vuelta a Andalucía 2016
La Vuelta a Andalucía 2016, ufficialmente Vuelta a Andalucía Ruta Ciclista del Sol, sessantaduesima edizione della corsa, valida come prova dell'UCI Europe Tour 2016 categoria 2.1, si  è svolta in cinque tappe, dal 17 al 21 febbraio 2016, su un percorso di complessivi 701,4 km che si snoda interamente nella comunità autonoma dell'Andalucía, con partenza da Almonaster la Real e arrivo a Estepona/Alto de Peñas Blancas, in Spagna.
È stata vinta dal corridore spagnolo Alejandro Valverde, che ha concluso la gara con il tempo di 17h41'10", alla velocità media di 39,3 km/h.

## Percorso
Nella prima tappa si parte da Almonaster la Real, gioiello situato nella Sierra Nevada. Dopo 60 km fatti di continui sali-scendi, la tappa attraverserà le pianure che cullano Siviglia, dove è previsto l'arrivo.
La seconda tappa, la più lunga (186,3 km), collega Palomares del Río a Cordova. Tanta pianura, spezzata solamente dall'Alto de Trasierra, una salita di terza categoria situata a 22 km dal traguardo.
Terza tappa che si svolge tutta all'interno della provincia di Granada, con partenza da Monachil ed arrivo ad El Padul. Frazione dura, con una salita di terza categoria e ben tre di seconda, con il Puerto del Valle soltanto ai meno 16 dall'arrivo.
L'indomani è tempo di cronometro individuale. 21 km ad Alhaurín de la Torre dove i leader di classifica dovranno difendersi dal ritorno degli specialisti. Attenzione al Camino del Comendador, salita piazzata nel cuore della frazione, con rampe del 15%.
La quinta ed ultima tappa è quella regina, 171 km da San Roque all'Alto de Peñas Blancas. Ben cinque scalate, due di seconda categoria, una di terza e due di prima. Gli ultimi 16 km, tutti in salita, hanno una pendenza media del 6%.

## Tappe
| Tappa  | Data        | Percorso                                                        | km    | Vincitore di tappa | Leader cl. generale |
| ------ | ----------- | --------------------------------------------------------------- | ----- | ------------------ | ------------------- |
| 1ª     | 17 febbraio | Almonaster la Real > Siviglia                                   | 165,2 | Daniele Bennati    | Daniele Bennati     |
| 2ª     | 18 febbraio | Palomares del Río > Cordova                                     | 186,3 | Nacer Bouhanni     | Nacer Bouhanni      |
| 3ª     | 19 febbraio | Monachil > El Padul                                             | 157,9 | Oscar Gatto        | Ben Swift           |
| 4ª     | 20 febbraio | Alhaurín de la Torre > Alhaurín de la Torre (cron. individuale) | 21    | Tejay van Garderen | Tejay van Garderen  |
| 5ª     | 21 febbraio | San Roque > Alto de Peñas Blancas                               | 171   | Alejandro Valverde | Alejandro Valverde  |
| Totale | Totale      | Totale                                                          | 694,6 |                    |                     |

## Squadre partecipanti
| N.      | Cod. | Squadra                |
| ------- | ---- | ---------------------- |
| 1-7     | SKY  | Team Sky               |
| 11-17   | TNK  | Tinkoff                |
| 21-27   | MOV  | Movistar Team          |
| 31-37   | TFS  | Trek-Segafredo         |
| 41-47   | LTS  | Lotto-Soudal           |
| 51-57   | TGA  | Team Giant-Alpecin     |
| 61-67   | IAM  | IAM Cycling            |
| 71-77   | TLJ  | Team Lotto NL-Jumbo    |
| 81-87   | BMC  | BMC Racing Team        |
| 91-97   | DDD  | Dimension Data         |
| 101-107 | CJR  | Caja Rural-Seguros RGA |
| 111-117 | DEN  | Direct Énergie         |

| N.      | Cod. | Squadra                      |
| ------- | ---- | ---------------------------- |
| 121-127 | COF  | Cofidis, Solutions Crédits   |
| 131-137 | CCC  | CCC Sprandi Polkowice        |
| 141-147 | ROP  | Roompot Oranje Peloton       |
| 151-157 | WGG  | Wanty-Groupe Gobert          |
| 161-167 | GAZ  | Gazprom-RusVelo              |
| 171-177 | TVB  | Topsport Vlaanderen-Baloise  |
| 181-187 | FSC  | Funvic Soul Cycles-Carrefour |
| 191-197 | STH  | Southeast-Venezuela          |
| 201-207 | BUR  | Burgos-BH                    |
| 211-217 | MTR  | Matrix Powertag              |
| 221-227 | EUS  | Euskadi Basque Country-M.    |
| 231-237 | BAI  | Stradalli-Bike Aid           |

## Dettagli delle tappe

### 1ª tappa
- 17 febbraio: Almonaster la Real > Siviglia – 165,2 km

Risultati
| Pos. | Corridore          | Squadra  | Tempo    |
| ---- | ------------------ | -------- | -------- |
| 1    | Daniele Bennati    | Tinkoff  | 3h56'02" |
| 2    | Bert Van Lerberghe | Topsport | s.t.     |
| 3    | Juan José Lobato   | Movistar | s.t.     |

| Pos. | Corridore          | Squadra  | Tempo    |
| ---- | ------------------ | -------- | -------- |
| 1    | Daniele Bennati    | Tinkoff  | 3h56'02" |
| 2    | Bert Van Lerberghe | Topsport | s.t.     |
| 3    | Juan José Lobato   | Movistar | s.t.     |

### 2ª tappa
- 18 febbraio: Palomares del Río > Cordova – 186,3 km

Risultati
| Pos. | Corridore      | Squadra | Tempo    |
| ---- | -------------- | ------- | -------- |
| 1    | Nacer Bouhanni | Cofidis | 4h39'33" |
| 2    | Fabio Felline  | Trek    | s.t.     |
| 3    | Ben Swift      | Sky     | s.t.     |

| Pos. | Corridore        | Squadra  | Tempo    |
| ---- | ---------------- | -------- | -------- |
| 1    | Nacer Bouhanni   | Cofidis  | 8h35'35" |
| 2    | Juan José Lobato | Movistar | s.t.     |
| 3    | Raymond Kreder   | Roompot  | s.t.     |

### 3ª tappa
- 19 febbraio: Monachil > El Padul – 157,9 km

Risultati
| Pos. | Corridore      | Squadra | Tempo    |
| ---- | -------------- | ------- | -------- |
| 1    | Oscar Gatto    | Tinkoff | 3h51'17" |
| 2    | Ben Swift      | Sky     | s.t.     |
| 3    | Raymond Kreder | Roompot | s.t.     |

| Pos. | Corridore        | Squadra | Tempo     |
| ---- | ---------------- | ------- | --------- |
| 1    | Ben Swift        | Sky     | 12h26'52" |
| 2    | Raymond Kreder   | Roompot | s.t.      |
| 3    | Reto Hollenstein | IAM     | s.t.      |

### 4ª tappa
- 20 febbraio: Alhaurín de la Torre > Alhaurín de la Torre – Cronometro individuale – 21 km

Risultati
| Pos. | Corridore          | Squadra  | Tempo  |
| ---- | ------------------ | -------- | ------ |
| 1    | Tejay van Garderen | BMC      | 27'05" |
| 2    | Wilco Kelderman    | Lotto NL | a 2"   |
| 3    | Jérôme Coppel      | IAM      | a 7"   |

| Pos. | Corridore          | Squadra  | Tempo     |
| ---- | ------------------ | -------- | --------- |
| 1    | Tejay van Garderen | BMC      | 12h53'57" |
| 2    | Wilco Kelderman    | Lotto NL | a 2"      |
| 3    | Jérôme Coppel      | IAM      | a 7"      |

### 5ª tappa
- 21 febbraio: San Roque > Alto de Peñas Blancas – 171 km

Risultati
| Pos. | Corridore          | Squadra  | Tempo    |
| ---- | ------------------ | -------- | -------- |
| 1    | Alejandro Valverde | Movistar | 4h46'51" |
| 2    | Bauke Mollema      | Trek     | a 36"    |
| 3    | Rafał Majka        | Tinkoff  | a 42"    |

| Pos. | Corridore          | Squadra  | Tempo     |
| ---- | ------------------ | -------- | --------- |
| 1    | Alejandro Valverde | Movistar | 17h41'10" |
| 2    | Tejay van Garderen | BMC      | a 26"     |
| 3    | Bauke Mollema      | Trek     | a 52"     |

## Evoluzione delle classifiche
| Tappa              | Vincitore          | Classifica generale Maglia rossa | Classifica a punti Maglia blu | Classifica scalatori Maglia verde | Classifica traguardi volanti Maglia bianca | Classifica a squadre       |
| ------------------ | ------------------ | -------------------------------- | ----------------------------- | --------------------------------- | ------------------------------------------ | -------------------------- |
| 1ª                 | Daniele Bennati    | Daniele Bennati                  | Daniele Bennati               | Imanol Estévez                    | Jérôme Baugnies                            | Cofidis, Solutions Crédits |
| 2ª                 | Nacer Bouhanni     | Nacer Bouhanni                   | Nacer Bouhanni                | Imanol Estévez                    | Jérôme Baugnies                            | Cofidis, Solutions Crédits |
| 3ª                 | Oscar Gatto        | Ben Swift                        | Ben Swift                     | Damiano Caruso                    | Jérôme Baugnies                            | Tinkoff                    |
| 4ª                 | Tejay van Garderen | Tejay van Garderen               | Ben Swift                     | Damiano Caruso                    | Jérôme Baugnies                            | BMC Racing Team            |
| 5ª                 | Alejandro Valverde | Alejandro Valverde               | Ben Swift                     | Damiano Caruso                    | Jérôme Baugnies                            | BMC Racing Team            |
| Classifiche finali | Classifiche finali | Alejandro Valverde               | Ben Swift                     | Damiano Caruso                    | Jérôme Baugnies                            | BMC Racing Team            |

## Classifiche finali

### Classifica generale
| Pos. | Corridore          | Squadra  | Tempo     |
| ---- | ------------------ | -------- | --------- |
| 1    | Alejandro Valverde | Movistar | 17h41'10" |
| 2    | Tejay van Garderen | BMC      | a 26"     |
| 3    | Bauke Mollema      | Trek     | a 52"     |
| 4    | Wilco Kelderman    | Lotto NL | a 56"     |
| 5    | Rafał Majka        | Tinkoff  | a 1'11"   |
| 6    | Roman Kreuziger    | Tinkoff  | a 1'37"   |
| 7    | Wout Poels         | Sky      | a 1'42"   |
| 8    | Brent Bookwalter   | BMC      | a 2'03"   |
| 9    | Daniel Navarro     | Cofidis  | a 2'14"   |
| 10   | Mikel Nieve        | Sky      | a 2'45"   |

### Classifica a punti
| Pos. | Corridore          | Squadra  | Punti |
| ---- | ------------------ | -------- | ----- |
| 1    | Ben Swift          | Sky      | 41    |
| 2    | Alejandro Valverde | Movistar | 39    |
| 3    | Tejay van Garderen | BMC      | 39    |
| 4    | Fabio Felline      | Trek     | 34    |
| 5    | Wilco Kelderman    | Lotto NL | 29    |

### Classifica scalatori
| Pos. | Corridore          | Squadra      | Punti |
| ---- | ------------------ | ------------ | ----- |
| 1    | Damiano Caruso     | BMC          | 22    |
| 2    | Tim Wellens        | Lotto-Soudal | 18    |
| 3    | Alejandro Valverde | Movistar     | 10    |
| 4    | Jay McCarthy       | Tinkoff      | 10    |
| 5    | Sergey Firsanov    | Gazprom      | 9     |

### Classifica traguardi volanti
| Pos. | Corridore       | Squadra      | Punti |
| ---- | --------------- | ------------ | ----- |
| 1    | Jérôme Baugnies | Wanty        | 6     |
| 2    | Hugh Carthy     | Caja Rural   | 3     |
| 3    | Marcin Mrożek   | CCC Sprandi  | 2     |
| 4    | Nicolas Roche   | Sky          | 2     |
| 5    | Tim Wellens     | Lotto-Soudal | 1     |

### Classifica a squadre
| Pos. | Squadra         | Tempo     |
| ---- | --------------- | --------- |
| 1    | BMC Racing Team | 53h09'01" |
| 2    | Team Sky        | a 2'16"   |
| 3    | Trek-Segafredo  | a 4'52"   |
| 4    | Lotto-Soudal    | a 5'23"   |
| 5    | Movistar Team   | a 7'18"   |